# Le Détour (album)
Pour les articles homonymes, voir Détour.
Albums de Dominique A
Auguri
(2001) Tout sera comme avant
(2004)
Le Détour est une compilation de chansons de Dominique A sorti le 26 novembre 2002 au format coffret longbox de trois CD comportant cinquante-sept titres accompagnés d'un livret de 36 pages, de photos et de textes inédits.

## Liste des titres
| 1.  | En secret                                 |  |
| 2.  | Le Métier de faussaire                    |  |
| 3.  | L'Écho                                    |  |
| 4.  | Douanes                                   |  |
| 5.  | Le Gros Boris                             |  |
| 6.  | Je suis une ville                         |  |
| 7.  | Hit Hit Hit                               |  |
| 8.  | Les Hauts Quartiers de peine              |  |
| 9.  | Les Enfants du Pirée                      |  |
| 10. | Le Détour                                 |  |
| 11. | Le Commerce de l'eau                      |  |
| 12. | Le Travail                                |  |
| 13. | Le Courage des oiseaux                    |  |
| 14. | Il ne faut pas souhaiter la mort des gens |  |
| 15. | Rien qu'à voir                            |  |
| 16. | Un mauvais ami                            |  |
| 17. | Antonia                                   |  |
| 18. | Comment certains vivent                   |  |
| 19. | Morse                                     |  |
| 20. | L'Adversité                               |  |

| 1.  | Exit                            |  |
| 2.  | Le Twenty-Two bar               |  |
| 3.  | Pour la peau                    |  |
| 4.  | Pères                           |  |
| 5.  | Les Terres brunes               |  |
| 6.  | Tutti va bene                   |  |
| 7.  | Chanson de la ville silencieuse |  |
| 8.  | Avant l'enfer                   |  |
| 9.  | Sous la neige                   |  |
| 10. | La Mémoire neuve                |  |
| 11. | Je t'ai toujours aimée          |  |
| 12. | Va t'en                         |  |
| 13. | Chiqué, chiqué                  |  |
| 14. | L'Onglée (version live)         |  |
| 15. | Un ménage (version live)        |  |
| 16. | Encore (version live)           |  |

| 1.  | Enfin démissionnaire                                          |  |
| 2.  | La valse boite (version inédite)                              |  |
| 3.  | Syl                                                           |  |
| 4.  | Cloud / Rain (BOF A la vitesse d'un cheval au galop) (inédit) |  |
| 5.  | Plaindre (inédit)                                             |  |
| 6.  | Milena Jesenska                                               |  |
| 7.  | Fuite (BOF Banqueroute)                                       |  |
| 8.  | Friseur von Elvis                                             |  |
| 9.  | Les Menteurs                                                  |  |
| 10. | Empty white blues                                             |  |
| 11. | La Lumière et l'Enregistrement (BOF Marie-Madeleine)          |  |
| 12. | Just Like a Movie Star                                        |  |
| 13. | John Love                                                     |  |
| 14. | Roach (inédit)                                                |  |
| 15. | Un insouciant (inédit)                                        |  |
| 16. | Comme aurait dit Ben (inédit)                                 |  |
| 17. | S'ils te voyaient (inédit)                                    |  |
| 18. | Fin (BOF Banqueroute)                                         |  |
| 19. | Teenage Kicks                                                 |  |
| 20. | My Brain (inédit)                                             |  |
| 21. | L'Attirance                                                   |  |